# Termancia (emperatriz)
Emilia Materna Termancia (en latín, Aemilia Materna Thermantia; m. 415) fue la segunda emperatriz romana de Occidente, consorte del emperador romano Flavio Honorio.

## Familia
Termancia era hija del general romano Estilicón, magister militum del Imperio romano de Occidente, y de Flavia Serena. Era hermana de Euquerio y de María.

## Emperatriz

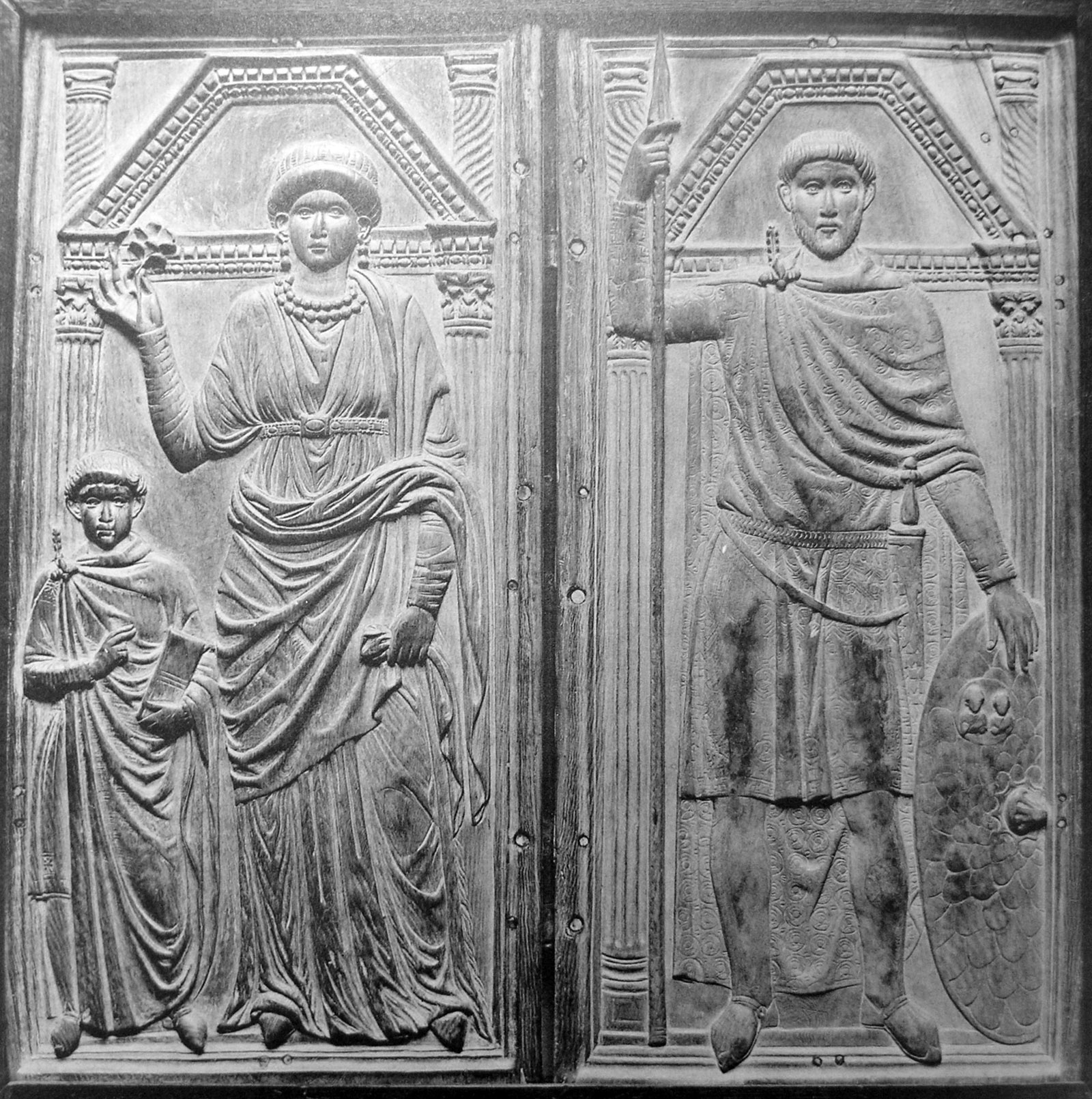
Díptico de Estilicón (alrededor de 400, Monza, Tesoro del Duomo), representando a Estilicón, su mujer Flavia Serena y su hijo Euquerio

Se casó con el emperador romano Flavio Honorio a principios de 408 en sustitución de su hermana María. Su matrimonio lo cuenta Zósimo. Según él, tanto Honorio como Serena querían este matrimonio, mientras que Estilicón «no aprobaba el enlace». Zósimo consideraba que ambas hermanas murieron vírgenes.

## Caída de Estilicón
Sin embargo, el matrimonio tuvo poca duración. Estilicón había propuesto una alianza con Alarico I, el rey de los visigodos para reforzar las pretensiones de Honorio a la prefectura pretoriana de Ilírico. En la época del matrimonio de Termancia, Alarico había abandonado Epiro y pasó las montañas hacia Italia; reclamó una suma de dinero a cambio de la paz. Estilicón marchó a Roma, con el deseo de consultar al emperador y al Senado sobre este asunto. El Senado aprobó la paz con Alarico. Honorio marchó a Rávena, contra el deseo de Estilicón, para hacerse fuerte allí y poder provocar la caída de Estilicón. Para entonces había muerto Arcadio. Estilicón, que estaba aplastando un amotinamiento de tropas, estaba deseando marchar a Oriente para dirigir los asuntos de Teodosio, el hijo de Arcadio, que era muy joven y carecía de tutor. El propio Honorio se inclinaba por emprender el mismo viaje, con el deseo de asegurar los dominios de ese emperador. Estilicón se lo desaconsejó, por los gastos del viaje, más los peligros que había en Occidente con el usurpador Constantino, y le aconsejó que empleara a Alarico contra Constantino. Estilicón añadió que él mismo iría a Oriente, si el emperador lo deseaba y le daría instrucciones sobre cómo actuar allí.
Aunque el emperador estuvo conforme, Estilicón no hizo nada de esto. Al final, cayó por la conspiración de Olimpio, oficial de los guardias de la corte, quien indicó a Honorio que Estilicón en realidad quería ir a Oriente para poner en el trono a su propio hijo, Euquerio. También difundió estas ideas entre la tropa. Los soldados de Rávena apresaron por orden del emperador a Estilicón, y luego lo ejecutaron por crímenes contra la República. Su hijo Euquerio huyó hacia Roma. «Después de la muerte de Estilicón, todos los asuntos de la corte los manejó Olimpio según su gusto e inclinación», dice Zósimo. Se persiguió no solo a todos los amigos de Estilicón, sino incluso a aquellos que tenían cualquier consideración hacia él.

## Divorcio y vida posterior
Fue repudiada después de la muerte de Estilicón en agosto de 408 y devuelta a su madre. El emperador ordenó también que el hijo de Estilicón, Euquerio, fuese buscado y muerto. "Habiéndolo encontrado en una iglesia en Roma, a la que había huido en busca de refugio, no le molestaron, por respeto al lugar". Ante la amenaza de Alarico I de tomar Roma, dos eunucos del emperador cumplieron la orden de asesinarlo, para que no cayera en manos de Alarico y así éste lo salvara.

Los eunucos, habiendo cumplido los requerimientos que se les entregaron a tal efecto, y habiendo entregado a Termancia, la esposa de Honorio, a su madre, marcharon por vía marítima a donde estaba el emperador en la Galia Céltica, donde él residía entonces, porque no podían alcanzarle por el mismo camino por el que habían venido. Por estas razones, el emperador pensó que debía agradecer los servicios prestados a la república premiando a estos dos eunucos por sus grandes hazañas al entregar a Termancia a su madre, y matando a Euquerio, y nombró a Tarencio chambelán imperial y el cargo inmediatamente inferior se lo dio a Arsacio.

Se considera que Termancia regresó con su madre en el año 408. Durante el prolongado asedio de Roma por Alarico, Serena fue falsamente acusada de conspirar con los visigodos y ejecutada con la aprobación de su prima carnal por vía paterna, Gala Placidia. Zósimo no menciona el papel de Termancia en el asunto. Este historiador era pagano y atribuye la ejecución de Serena al castigo divino, pues esta había profanado un templo dedicado a Rea en el año 394. Una anciana, la última de las vírgenes vestales, había supuestamente maldecido entonces a Serena y su familia.
Según el Chronicon Paschale noticias de la muerte de Termancia llegaron a Constantinopla el 30 de julio de 415, por lo que presumiblemente había fallecido unos meses antes. Su esposo nunca se volvió a casar. Honorio falleció sin descendencia en el año 423.